# Ashk Dahlén
 (janvier 2023).
La mise en forme du texte ne suit pas les recommandations de Wikipédia : il faut le « wikifier ».
Les points d'amélioration suivants sont les cas les plus fréquents :
- Les titres sont pré-formatés par le logiciel. Ils ne sont ni en capitales, ni en gras.
- Le texte ne doit pas être écrit en capitales (les noms de famille non plus), ni en gras, ni en italique, ni en « petit »…
- Le gras n'est utilisé que pour surligner le titre de l'article dans l'introduction, une seule fois.
- L'italique est rarement utilisé : mots en langue étrangère, titres d'œuvres, noms de bateaux, etc.
- Les citations ne sont pas en italique mais en corps de texte normal. Elles sont entourées par des guillemets français : « et ».
- Les listes à puces sont à éviter, des paragraphes rédigés étant largement préférés. Les tableaux sont à réserver à la présentation de données structurées (résultats, etc.).
- Les appels de note de bas de page (petits chiffres en exposant, introduits par l'outil «  Source ») sont à placer entre la fin de phrase et le point final[comme ça].
- Les liens internes (vers d'autres articles de Wikipédia) sont à choisir avec parcimonie. Créez des liens vers des articles approfondissant le sujet. Les termes génériques sans rapport avec le sujet sont à éviter, ainsi que les répétitions de liens vers un même terme.
- Les liens externes sont à placer uniquement dans une section « Liens externes », à la fin de l'article. Ces liens sont à choisir avec parcimonie suivant les règles définies. Si un lien sert de source à l'article, son insertion dans le texte est à faire par les notes de bas de page.
- La présentation des références doit suivre les conventions bibliographiques. Il est recommandé d'utiliser les modèles {{Ouvrage}}, {{Chapitre}}, {{Article}}, {{Lien web}} et/ou {{Bibliographie}}. Le mode d'édition visuel peut mettre en forme automatiquement les références.
- Insérer une infobox (cadre d'informations à droite) n'est pas obligatoire pour parachever la mise en page.

Pour une aide détaillée, merci de consulter Aide:Wikification.
Si vous pensez que ces points ont été résolus, vous pouvez retirer ce bandeau et améliorer la mise en forme d'un autre article.
Ashk Peter Dahlén (né le 3 juin 1972, Tafrech, Iran), est un linguiste suédois, un traducteur de la langue persane classique, et est professeur (docent) de langues iraniennes à l'Université d'Uppsala. Son domaine de recherche couvre principalement la littérature persane et l'histoire des religions d'Iran et la philosophie iranienne. Il est quadrilingue en suédois, persan, anglais et français. 

## Biographie

### Jeunesse
Il grandit dans un orphelinat à Narmak jusqu'à sept mois avant d'être adopté par un couple de suédois. Sa vie inspire la série dramatique télévisée IRIB3 The Green Journey (سفر سبز, 2002) réalisée par Mohammed Hossein Latifi, dans laquelle le personnage principal, joué par Parsa Pirouzfar, se rend en Iran à la recherche de ses parents biologiques.

### Carrière
Sa thèse Islamic Law, Epistemology and Modernity est publiée par Routledge/Taylor & Francis et reçoit en 2003, le prix Beskow de l'Académie royale suédoise des lettres, de l'histoire et des antiquités de la meilleure thèse en sciences humaines. Il est l'auteur de plusieurs études universitaires sur la littérature persane, l'histoire culturelle iranienne, le zoroastrisme et le soufisme. Il a publié des traductions d'auteurs persans classiques, tels que Rumi, Hafez, Nizami Aruzi et Araqi, en suédois,. Il est membre du le conseil consultatif de Encyclopædia Iranica, de Research Collegium de l'Institut de recherche suédois d'Istanbul, de l'Académie iranienne de philosophie et de la Nathan Söderblom Society, et est président fondateur de la Société scandinave d'études iraniennes.

## Publications
- Islamic Law, Epistemology and Modernity: Legal Philosophy in Contemporary Iran, New York, 2003.
- Transcendent Hermeneutics of Supreme Love : Rumi's Concept of Mystical "Appropriation", Orientalia Suecana, Uppsala, 2003.
- The Holy Fool in Medieval Islam: The Qalandariyat of Fakhr al-din Arāqi, Orientalia Suecana, Uppsala, 2004.
- Sirat al-mustaqim: One or Many? Religious Pluralism Among Muslim Intellectuals in Iran, The Blackwell Companion to Contemporary Islamic Thought, éd. I. Abu-Rabi, Oxford, 2006.
- The Hermeneutics of Post-modern Islam: The Case of ‘Abdol-Karim Sorush, Religious Texts in Iranian Languages, rééd. F. Vahman och C. V. Pedersen, The Royal Danish Academy of Sciences and Letters, Copenhague, 2007.
- Female Sufi Saints and Disciples: Women in the life of Jalāl al-din Rumi, Orientalia Suecana, vol. 57, Uppsala, 2008.
- Sufi Islam, The World's Religions: Continuities and Transformations, éd. P. B. Clarke & Peter Beyer, New York, 2009.
- Kingship and Religion in a Mediaeval Fürstenspiegel: The Case of the Chahār Maqāla of Nizāmi Aruzi, Orientalia Suecana, vol. 58, Uppsala, 2009.
- He addressed the Kayānian king: “I am a prophet!”: The Image of Zoroaster in the Dāstān-e Goshtāsp (Tale of Goshtāsp), Orientalia Suecana, Uppsala, 2012.
- Thematic Features in Iranian National History Writings: The Case of the Dāstān-e Goshtāsp (Tale of Goshtāsp), International Shāhnāme Conference. The Second Milliennium: Conference Volume, éd. F. Hashabeiky, Uppsala, 2014.
- Literary Interest in Zoroastrianism in Tenth-Century Iran: The Case of Daqiqi's Account of Goshtāsp and Zarathustra in the Shāhnāmeh, The Zoroastrian Flame: Exploring Religion, History and Tradition, éd. A. Williams, S. Stewart & A. Hintze, London, 2016.
- Living the Iranian dolce vita: Herodotus on wine drinking and luxury among the Persians, Achaemenid Anatolia: Persian Presence and Impact in the Western Satrapies 546–330 BC, éd. Ashk P. Dahlén, Uppsala, 2020.